# The Final Cartridge III
The Final Cartridge III er et 64K ROM-baseret styresystem til Commodore 64 og Commodore 128 (i Commodore 64-tilstand), og var det sidste i rækken af The Final Cartridge-serien.
Systemet er opbygget med vinduer, hvilket var banebrydende[kilde mangler] da systemet udkom, men noget lignende fandtes dog også i Apple Macintosh og Amiga-systemerne.
The Final Cartridge III blev produceret af Riska b.v. Home & Personal Computers i Rotterdam, Holland.

## Funktioner
- Kassetteturbo (10 x hurtigere load/save)
- Disketteturbo (9x hurtigere load/save)
- Freezer (kopiering af programmer)
- Monitor (til assemblerprogrammering)
- Regnemaskine
- Note Pad
- Disk tools
- Udvidede Basic-funktioner
- Autofire
- Joystick-omskifter
- Centronic-interface
- Skærmdump

## Galleri
- The Final Cartridge 3
- The Final Cartridge 3-skærmbillede